# Réseau hydrographique des Jalles de Saint-Médard et d'Eysines
Réseau hydrographique des Jalles de Saint-Médard et d'Eysines este o arie protejată (sit de importanță comunitară — SCI) din Franța întinsă pe o suprafață de 964 ha, integral pe uscat.

## Localizare
Centrul sitului Réseau hydrographique des Jalles de Saint-Médard et d'Eysines este situat la coordonatele 44°51′19″N 0°45′57″W / 44.85525°N 0.7657°V.

## Înființare
Situl Réseau hydrographique des Jalles de Saint-Médard et d'Eysines a fost declarat arie specială de conservare în baza directivei 92/43 din 1992 referitoare la conservarea habitatelor naturale și a faunei și florei sălbatice pentru a proteja 8 specii de animale.

## Biodiversitate
Situată în ecoregiunea atlantică, aria protejată conține 3 habitate naturale: Păduri aluvionare cu Alnus glutinosa și Fraxinus excelsior (Alno-Padion, Alnion incanae, Salicion albae), Liziere de ierburi înalte hidrofile de câmpie și de nivel montan până la alpin, Cursuri de apă de la nivel de câmpie la nivel montan, cu vegetație Ranunculion fluitantis și Callitricho-Batrachion.
La baza desemnării sitului se află mai multe specii protejate:
- mamifere (2): vidră de râu (Lutra lutra), nurcă (Mustela lutreola)
- nevertebrate (4): Coenagrion mercuriale, Coenonympha oedippus, fluturele auriu (Euphydryas aurinia), fluturele purpuriu (Lycaena dispar)
- pești (1): cicar (Lampetra planeri)
- reptile (1): țestoasa de baltă (Emys orbicularis)

Pe lângă speciile protejate, pe teritoriul sitului au mai fost identificate 5 specii de plante, 5 specii de păsări, 3 specii de amfibieni, 1 specie de mamifere, 1 specie de nevertebrate, 2 specii de pești.